# Черваска
Черваска (итал. Cervasca) — коммуна в Италии, располагается в регионе Пьемонт, в провинции Кунео.
Население составляет 4562 человека (2008 г.), плотность населения составляет 253 чел./км². Занимает площадь 18 км². Почтовый индекс — 12010. Телефонный код — 0171.
Покровительницей коммуны считается Пресвятая Богородица, празднование 16 июля.

## Демография
Динамика населения:

## Города-побратимы
- Аллос, Франция

## Администрация коммуны
- Официальный сайт: http://www.comune.cervasca.cn.it/